# Окурово
Окурово (пол. Okurowo) — село в Польщі, у гміні Кольно Кольненського повіту Підляського воєводства.
Населення — 122 особи (2011).
У 1975—1998 роках село належало до Ломжинського воєводства.

## Демографія
Демографічна структура станом на 31 березня 2011 року:
|          | Загалом | Допрацездатний вік | Працездатний вік | Постпрацездатний вік |
| -------- | ------- | ------------------ | ---------------- | -------------------- |
| Чоловіки | 58      | 17                 | 32               | 9                    |
| Жінки    | 64      | 19                 | 35               | 10                   |
| Разом    | 122     | 36                 | 67               | 19                   |